# Eupanacra angulata
Eupanacra angulata är en fjärilsart som beskrevs av Clark 1923. Eupanacra angulata ingår i släktet Eupanacra och familjen svärmare. Inga underarter finns listade i Catalogue of Life.